# 미타라시촌
미타라시촌(御手洗村)은 이시카와현 이시카와군에 설치되었던 촌이다.